# Franz von Löher
Franz von Löher (Paderborn, 1818. október 15. – München, 1892. március 1.) német történetíró. 

## Élete
A jogi tanulmányok befejeztével az 1853. évben a göttingeni egyetemen a német állam- és jogtörténetből habilitáltatta magát. 1855-ben II. Miksa bajor király titkára, később müncheni egyetemi tanár volt. 1865-től a bajor állami levéltár igazgatója. Nevezetesebb művei, melyek történelemmel és útleirással foglalkoznak: Land und Leute in der Alten und Neuen Welt (Göttingen, 1854-58, 3 kötet); Sicilien und Neapel (München, 1864, 2 kötet); Cypern, Reiseberichte (3. kiad., Stuttgart, 1880); Archivlehre (Paderborn, 1890); Kulturgeschichte der Deutschen im Mittelalter (München, 1891-92. 2 kötet). 1876-ban megindította az Archivalische Zeitschrift c. folyóiratot. Magyarországi utazását Die Magyaren und andere Ungarn (Lipcse, 1874) cím alatt adta ki, melyben az itt észlelt viszonyokat meglepő elfogultsággal és rosszakarattal tünteti föl. Hasonló szellemű Das Erwürgen der deutschen Nationalität in Ungarn (München, 1874) c. műve is. Hagyatékából jelent meg: Das Kanarierbuch, Gesch. der alten Germanen auf den Kanarischen Inseln (1895).